# Mystic Sk8 cup

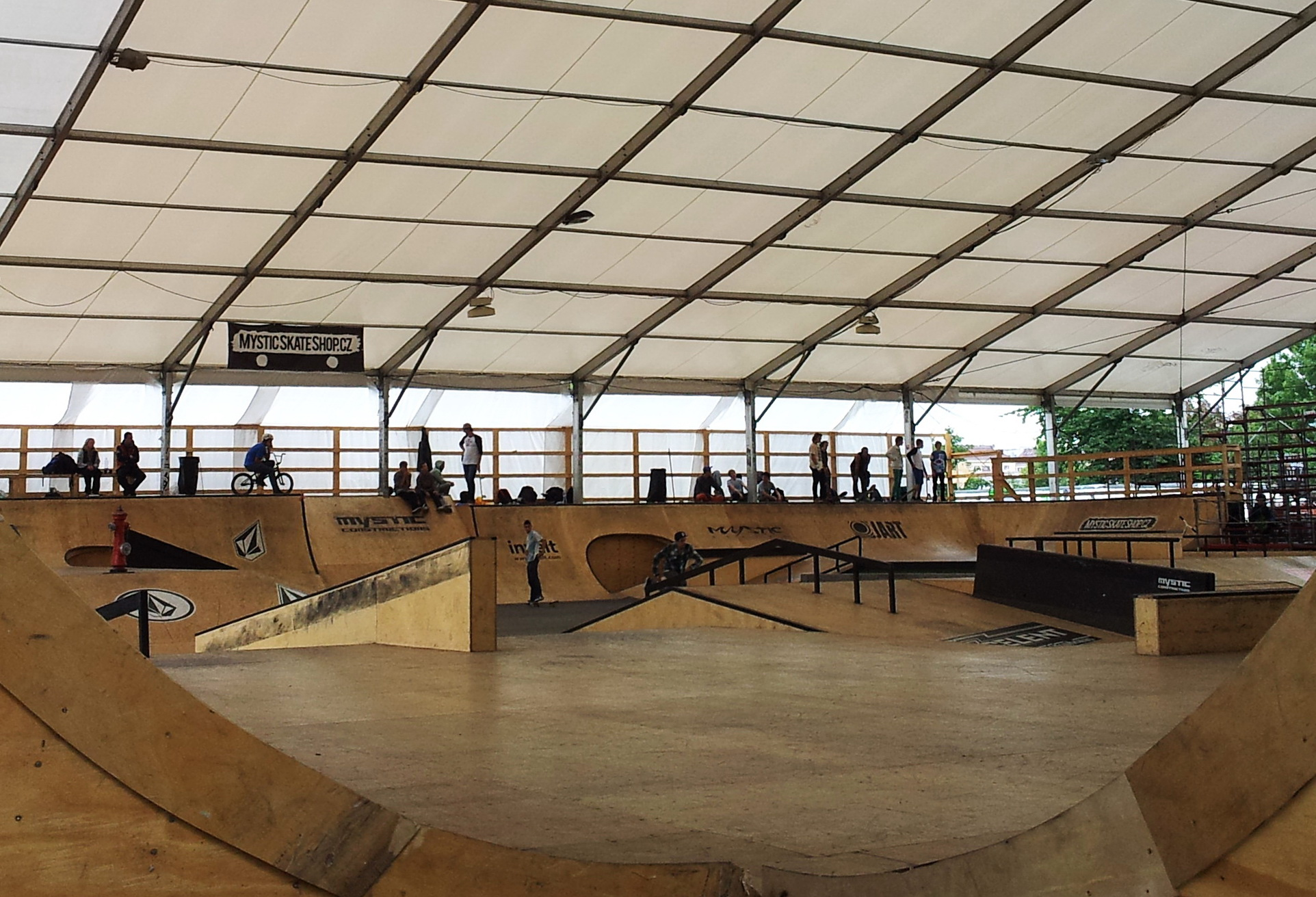
Skatepark na Štvanici

Mystic Sk8 Cup je světový skateboardový pohár, každoročně pořádaný v létě v Praze na ostrově Štvanice. Jedná se o akci s dlouholetou tradicí a bohatým doprovodným programem. Závod probíhá již od roku 1994, což ho řadí mezi nejstarší soutěže v Evropě. V roce 2009 pohár neproběhl kvůli finanční krizi a v roce 2020 kvůli pandemii covidu-19. Každoročně Mystic Cup navštěvuje množství zahraničních profesionálů. Závody jsou od roku 1997 součástí World Cup Skateboarding tour.

## Program
Program celé události je rozdělen do tří dnů, začíná v pátek dopoledne a končí v neděli večer. Podstatou celé akce je skateboarding, ale v programu lze najít spoustu doprovodných akcí, např. koncerty pořádané oba večery, relax zone ve které se odehrávají turnaje ve fotbálku, graffity jamy, výstavy, jsou zde stánky s občerstvením a oblečením.
Samotný program závodu je třídenní. První den se jede předkvalifikace jezdců. Druhý den začíná kvalifikací street a bowl. Třetí den se koná semifinále a finále street a bowl. Po finále streetstyle se jede bestrick. Po besttricku končí celá akce vyhlášením výsledků. V roce 1998 byla finanční odměna pro vítěze všech kategorií v celkové výši 20 000 $, k roku 2022 to bylo 30 000 $.

## Disciplíny
Mystic Cup je rozdělen do kategorií streetstyle, bowl (bazén) a best trick. Streetstyle je obdoba pouličního skateboardingu a je považován za nejoblíbenější. Nejmladší a zároveň velmi sledovanou disciplínou je bowl. Ten pražský designovali legendární osobnosti skateboardingu Dave Duncan a Brian Patch. Po finále v obou disciplínách se jede mezi jezdci i diváky oblíbená soutěž o nejlepší trik (best trick). Závody jsou atraktivní pro diváky, kterých každoročně dorazí přes 10 000.

## Skatepark
Mystic skatepark na Štvanici má překážky pro disciplínu streetstyle včetně tribun pro diváky, ty jsou od ročníku 1997 pod obří mobilní střechou. V roce 2006 přibyl sousední bowl, který byl díky podpoře města Prahy následujícího roku také zastřešen. Na místě dnešního bazénu stála původně vertikální U-rampa, která nebyla tak často využívaná a začala chátrat. Každý rok je pro závody skatepark upravován podle posledních trendů tak, aby jezdce inspiroval nejen k výkonům, které posunují limity skateboardingu, ale i k větší objektivnosti celého klání. Je jedním z nejlepších celoročně přístupných skateparků v Evropě.

## Vítězové poháru
Níže jsou uvedeni vítězové poháru Mystic Sk8 Cup. Streetstyle se koná každoročně od roku 1994, jde tedy o jeden z nejstarších evropských skateboardových závodů.

### 1. ročník / 12. – 14. 8. 1994
- Streetstyle: Ed Templeton (USA)
- Vertikální rampa: Omar Hassan (USA)

### 2. ročník / 21. – 23. 7. 1995
- Streetstyle: Omar Hassan (USA)
- Vertikální rampa: Omar Hassan (USA)

### 3. ročník / 9. – 11. 8. 1996
- Streetstyle: Tom Penny (ENG)
- Vertikální rampa: Andy Scott (ENG)

### 4. ročník / 18. – 20. 7. 1997
poprvé součást WCS, závod kvůli nepřízni počasí přesunut do minirampy v klubu
- Vertikální rampa: Brian Patch (USA)

### 5. ročník / 30. 7. – 2. 8. 1998
- Streetstyle: Chris Senn (USA)
- Vertikální rampa: Pierre Luc Gagnon (CAN)

### 6. ročník / 16. – 18. 7. 1999
- Streetstyle: Rodrigo Teixeira (BRA)
- Best Trick: Alex Chalmers (CAN)
- Vertikální rampa: Andy MacDonald (USA)

### 7. ročník / 30. 6. – 2. 7. 2000
- Streetstyle: Tobias Albert (GER)
- Vertikální rampa: Bob Burnquist (BRA)

### 8. ročník / 6. – 8. 7. 2001
závod ve vertikální rampě byl kvůli nepřízni počasí zrušen 
- Streetstyle: Javier Sarmiento (SPA)
- Best Trick: Frank Garcia Hirata (USA)

### 9. ročník / 19. – 21. 7. 2002
- Streetstyle: Nilton Neves (BRA)
- Vertikální rampa: Sandro Dias (BRA)
- Best Trick: Fabrizio Santos (USA)

### 10. ročník / 4. – 6. 7. 2003
- Streetstyle: Austen Seaholm (USA)
- Best Trick: Danny Wainwright (ENG)
- Vertikální rampa: Sandro Dias (BRA)
- Best Vert: Sandro Dias (BRA)

### 11. ročník / 23. – 25. 7. 2004
- Streetstyle: Rodil Jr (BRA)
- Vertikální rampa: Rune Glifberg (DK)

### 12. ročník / 8. – 10. 7. 2005
- Streetstyle: Bastien Salabanzi (FRA)
- Ladies Street: Evelien Bouilliart (BEL)
- Vertikální rampa: Terence Bougdour (FRA)
- Ladies Vert: Karen Jones (BRA)
- Best Trick Street: Daniel Vieira (BRA)
- Best Trick Vert: Lecio Batista (BRA)
- Drop to Slam: Fabio Sleiman (BRA)

### 13. ročník / 7. – 9. 6. 2006
- Streetstyle: Ricardo Oliveira Porva (BRA)
- Ladies Street: Lacey (Leo) Baker (USA)
- Vertikální rampa: Rune Glifberg (DEN)
- Ladies Vert: Karen Jones (BRA)
- Bowl: Brian Patch (USA)
- Best Trick: Bastien Salabanzi (FRA)
- Best Trick Vert: Terence Bougdour (FRA)

### 14. ročník / 13. – 15. 7. 2007
- Streetstyle: Daniel Vieira (BRA)
- Vertikální rampa: Sandro Dias (BRA)
- Bowl: Simon Stachon (POL)

### 15. ročník / 4. – 6. 7. 2008
- Streetstyle: Jereme Rogers (USA)
- Vertikální rampa: Sandro Dias (BRA)
- Bowl: Julien Benoliel (FRA)

### 16. ročník / 2. – 4. 7. 2010
- Streetstyle: Maxim Habanec (CZE)
- Ladies Street: Lacey (Leo) Baker (USA)
- Bowl: Ivan Rivado (SPA)
- Ladies Bowl: Leticia Bufoni (BRA)

### 17. ročník / 15. – 17. 7. 2011
- Streetstyle: Kelvin Hoefler (BRA)
- Ladies Street: Alexis Sablone (USA)
- Bowl: Ivan Rivado (ESP)

### 18. ročník / 13. – 15. 7. 2012
- Streetstyle: Austen Seaholm (USA)
- Ladies Street: Alexis Sablone (USA)
- Bowl: Charlie Blair (USA)
- Best Trick: Ruben Rodriguez (POR)

### 19. ročník / 28. – 30. 6. 2013
- Streetstyle: Ryo Sejiri (JAP)
- Ladies Street: Leticia Bufoni (BRA)
- Bowl: Greyson Fletcher (USA)
- Best Trick: Kelvin Hoefler (BRA)

### 20. ročník / 4. – 6. 7. 2014
- Streetstyle: Martin Pek (CZE)
- Ladies Street: Leticia Bufoni (BRA)
- Bowl: Alex Sorgente (USA)
- Bowl Legends: Christian Hosoi (USA)

### 21. ročník / 26. – 28. 6. 2015
- Streetstyle: Maxim Habanec (CZE)
- Ladies Street: Leticia Bufoni (BRA)
- Bowl: Alex Sorgente (USA)

### 22. ročník / 1. – 3. 7. 2016
- Streetstyle: Ivan Monteiro (BRA)
- Ladies Street: Alexis Sablone (USA)
- Bowl: Ivan Federico (ITA)
- Best Trick: Benjamin Garcia (FRA)

### 23. ročník / 30. 6. – 2. 7. 2017
- Streetstyle: Ke’Chaud Johnson (USA)
- Ladies Street: Candy Jacobs (NED)
- Bowl: Danny León (SPA)
- Best Trick: Benjamin Garcia (FRA)

### 24. ročník / 29. 6. – 1. 7. 2018
- Streetstyle: Daisuke Ikeda (JAP)
- Ladies Street: Keet Oldenbeuving (NED)
- Bowl: Mikee O’Friel (USA)
- Ladies Bowl: Minna Stess (USA)

### 25. ročník / 28. – 30. 6. 2019
- Streetstyle: Angelo Caro (PER)
- Ladies Street: Ksenia Maricheva (RUS)
- Bowl: Dannie Carlsen (DEN)
- Ladies Bowl: Jéromine Louvet (FRA)

### 26. ročník / 3. – 5. 9. 2021
- Streetstyle: Ivan Monteiro (BRA)
- Ladies Street: Keet Oldenbeuving (NED)
- Bowl: Ivan Federico (ITA)
- Ladies Bowl: Daniela Terol Mendez (SPA)

### 27. ročník / 24. – 26. 6. 2022
- Streetstyle: Adrien Bulard (FRA)
- Ladies Street: Keet Oldenbeuving (NED)
- Bowl: Steven Pineiro (PUR)
- Ladies Bowl: Grace Marhoefer (USA)

### 28. ročník / 30. 6. – 2. 7. 2023
- Streetstyle: Ivan Monteiro (BRA)
- Ladies Street: Keet Oldenbeuving (NED)
- Bowl: Kieran Woolley (AUS)
- Ladies Bowl: Lilly Strachan (GBR)

### 29. ročník / 28. – 30. 6. 2024
- Streetstyle: Julian Agliardi (USA)
- Ladies Street: Valentina Krauel (SPA)
- Bowl: Hampus Winberg (SWE)
- Ladies Bowl: Jordan Santana (USA)

### 30. ročník / 27. – 29. 6. 2025
- Streetstyle: Angelo Caro (PER)
- Ladies street: Valentina Krauel (ESP)
- Bowl: Viktor Solmunde (DNK)
- Ladies bowl: Cai Cai Cao (CHN)
- Vertikální rampa:: Luke Kahler (USA)
- Best trick: Matias del Ollio (ARG)